# 大挑大撅棋
大挑大撅棋，當地稱大挑大撅，是山東一帶的兩人傳統棋類，有特別的撅吃。

## 棋具
- 棋盤為五橫五豎的橫縱線交叉，另有東南-西北向、西南-東北向的斜線各三條。某一橫棋邊中點多內畫十字的三角形，稱為窩。

- 每方九枚棋子，以兩色區分敵我。

## 棋規
- 每方五枚棋子初始佈置於己方底橫行，另外每方四枚作備用。
- 每方輪流移動一枚己棋，沿縱橫斜線任意步，但不得有子抵擋或轉彎。
  - 行棋時主動排成以下排列之一就把該敵子移除，並換成同樣數量的己棋，若又造成以下同樣狀況，則繼續移除敵棋。但敵棋剩下一枚時則無法再使用。
    - 小挑：一枚己棋至兩枚敵棋的正中間。
    - 大挑：一枚己棋至四枚敵棋的正中間。
    - 小撅：正好三子連直線，兩枚己棋相連，一端為敵棋。
    - 大撅：正好五子連直線，三枚己棋相連，一端有兩敵棋相連。

- 將敵棋減至一枚並逼到窩的中心點獲勝。[1][2]